# Victor Contamin
Victor Contamin (1840–1893) fue un ingeniero estructural francés, experto en el cálculo de elementos de hierro y acero.
Es conocido por el proyecto de la Galería de las Máquinas de la Exposición Universal de París (1889). También fue pionero en el uso del hormigón armado.

## Carrera
Victor Contamin nació en París en 1840. Fue admitido en la École Centrale des Artes et Manufactures de París en 1857, y se graduó como segundo de su promoción en 1860.
Uno de sus profesores fue Jean-Baptiste-Charles-Joseph Bélanger, discípulo de Gaspard Coriolis.
Bélanger trató a Contamin con gran afecto, asesorándole cuando dejó la escuela.
Su primera experiencia laboral se desarrolló en España. En 1863 empezó a trabajar en los Chemins de Fer du Nord como diseñador, asignado al departamento responsable del tendido de las vías. Fue sucesivamente ascendido a Inspector, Ingeniero (1876) e Ingeniero Jefe (1890). También fue profesor de Mecánica Aplicada en la École Centrale de 1865 a 1873, obteniendo la cátedra de Resistencia de Materiales que mantuvo hasta 1891.
En 1874 Contamin publicó un libro de texto titulado Cours de résistance appliquée.
Como experto reconocido en resistencia de materiales, Contamin fue nombrado en 1886 responsable del control de las estructuras metálicas de la Exposición de 1889, revisando la validez estructural de los proyectos de los edificios. También se responsabilizó de comprobar la recepción de los materiales, de sus ensayos y del control de la construcción de las estructuras metálicas. De su aprobación de la calidad de los materiales, de la producción de los talleres y del trabajo en la obra dependía la liberación de los fondos públicos.
Como comentó en una carta a La revue le Travail en diciembre de 1888, la importancia de este trabajo a menudo no era apreciada por el público.
Contamin y su equipo comprobaron todos los cálculos y todas los diseños de los elementos metálicos, incluyendo "La Torre de 300 metros" que Gustave Eiffel construiría.
Respecto a la Torre Eiffel diría:

La bandera que está ondeando sobre la cima de la torre es la bandera del '89, la que con nuestros ancestros logró grandes victorias luchando por el progreso y la ciencia. Esta bandera necesitaba un gran pedestal, de grandes dimensiones. Fue Mr. Eiffel quien lo construyó con la ayuda de sus esforzados colaboradores. Nosotros estamos felices de honrarlos.

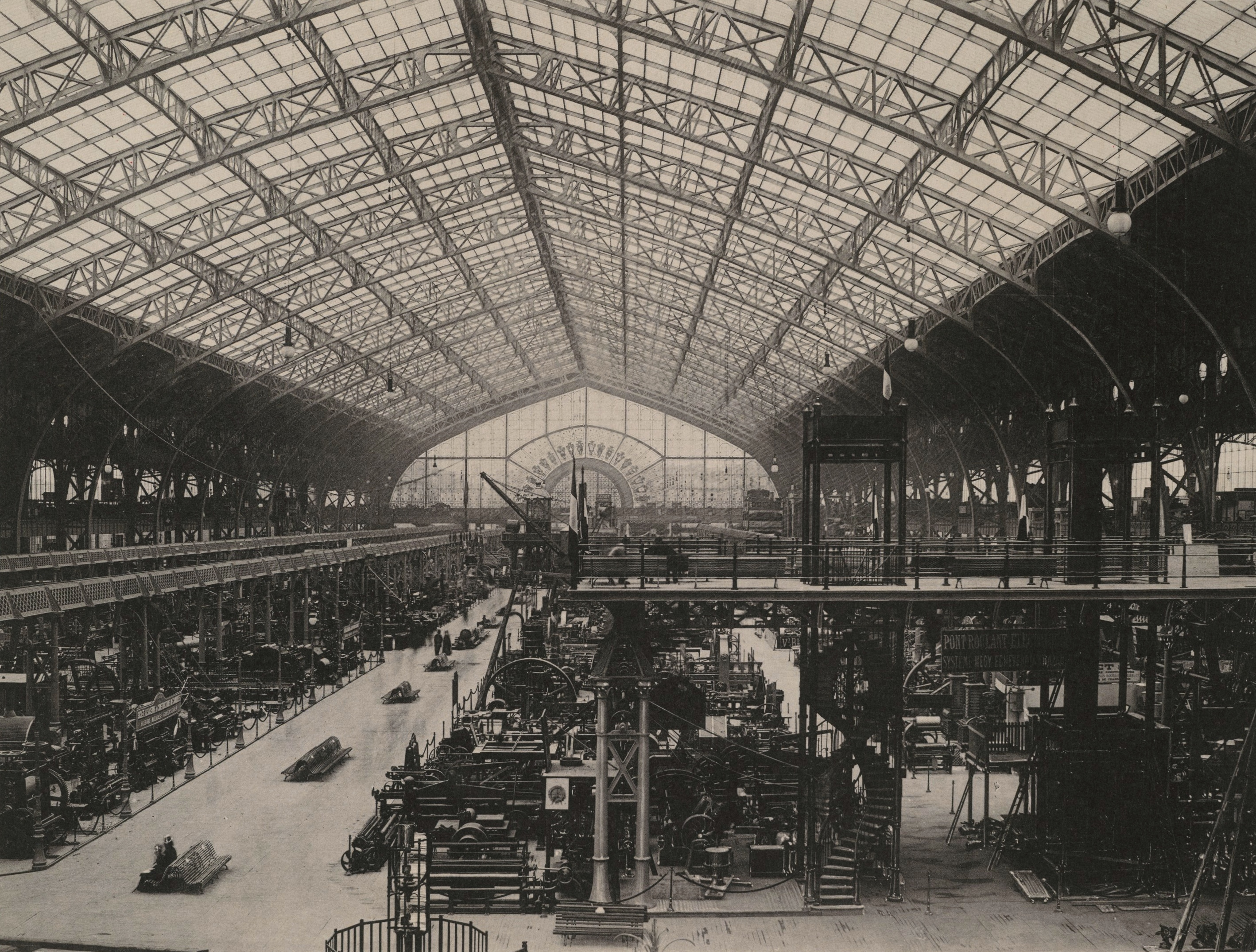
1889 vista del interior de la Galería de las Máquinas

Contamin fue uno de los pioneros del uso del hormigón armado.
Trabajó con Anatole de Baudot (1834–1915) en un diseño para la iglesia de San-Juan-de-Montmartre en París (construida entre 1894-1897), para la que utilizó este material.
Contamin murió en 1893.

## Galería de las Máquinas
Contamin trabajó con el arquitecto Ferdinand Dutert (1845–1906) en el diseño de la Galería de las Máquinas para la Exposición de 1889. Fue el responsable de su diseño técnico, incluyendo los cálculos para asegurar la integridad estructural de los inmensos arcos. La Galería de las Máquinas formaba una enorme bóveda de hierro y vidrio con un área de 115 por 420 metros y una altura de 48,324 metros, totalmente diáfana. La estructura de hierro y vidrio estaba sustentada por arcos triarticulados, un tipo estructural que había sido desarrollado para la construcción de puentes. Fue la primera vez que una galería de arcos porticados se utilizó a una escala tan grande. La Galería fue reutilizada para la Exposición de 1900, siendo derribada en 1910.
Muchos de los estudiosos que han analizado la Galería de las Máquinas le han atribuido a Victor Contamin gran parte de su autoría, considerándola principalmente una hazaña de ingeniería. Sin embargo, más recientemente se ha dado más crédito a Dutert.
Eugène Hénard, quién asistió a Dutert, afirmaba que el Palais des Machines supo combinar exitosamente la apariencia estética con su función ingenieril.
Los dos objetivos eran complementarios.

## Imágenes

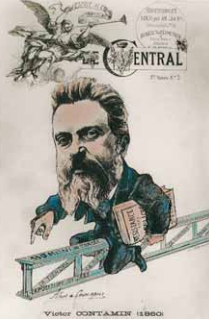
Caricatura de 1889
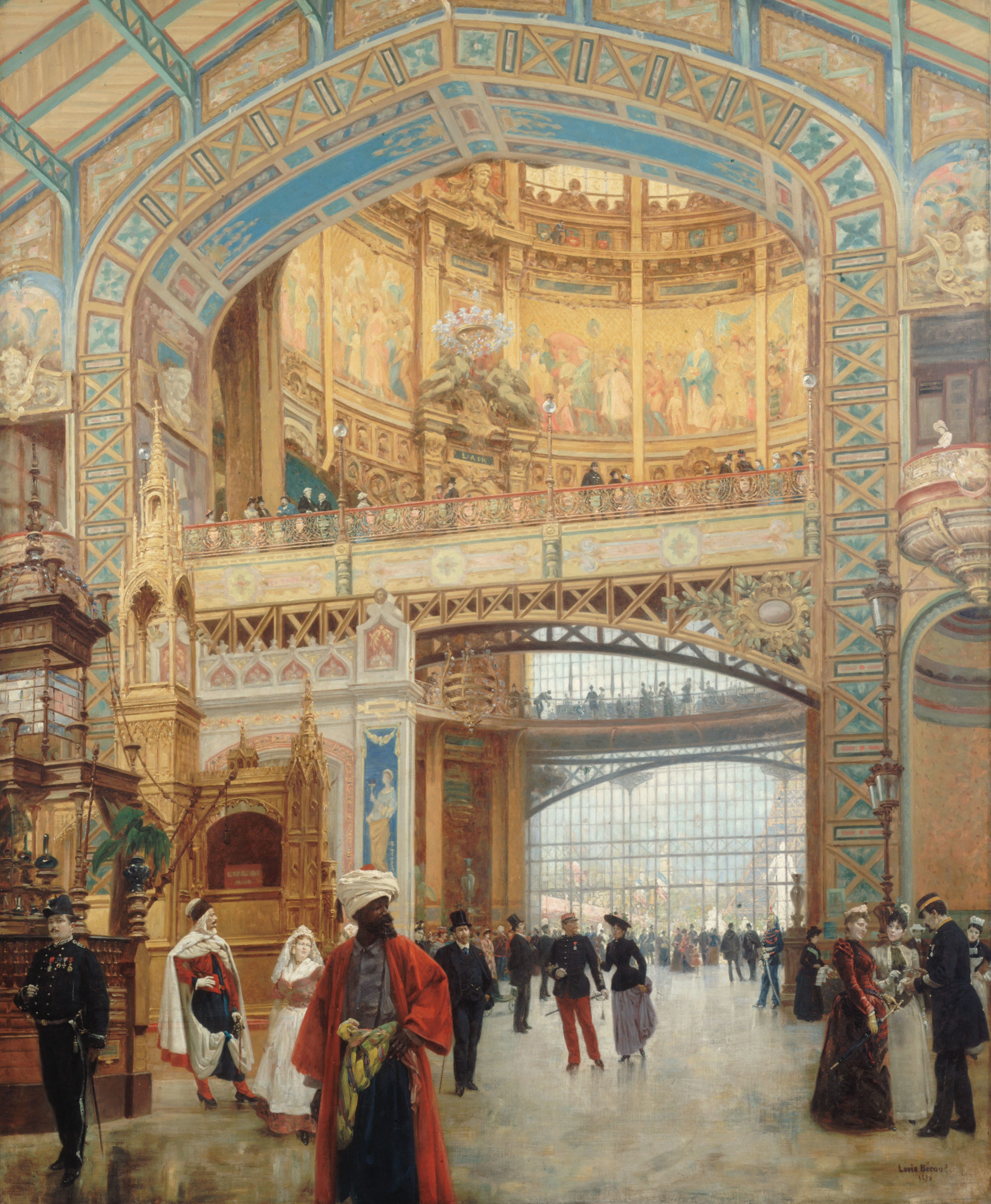
Domo central de la Galería de las Máquinas durante la Exposición Universal de París de 1889, por Louis Béroud
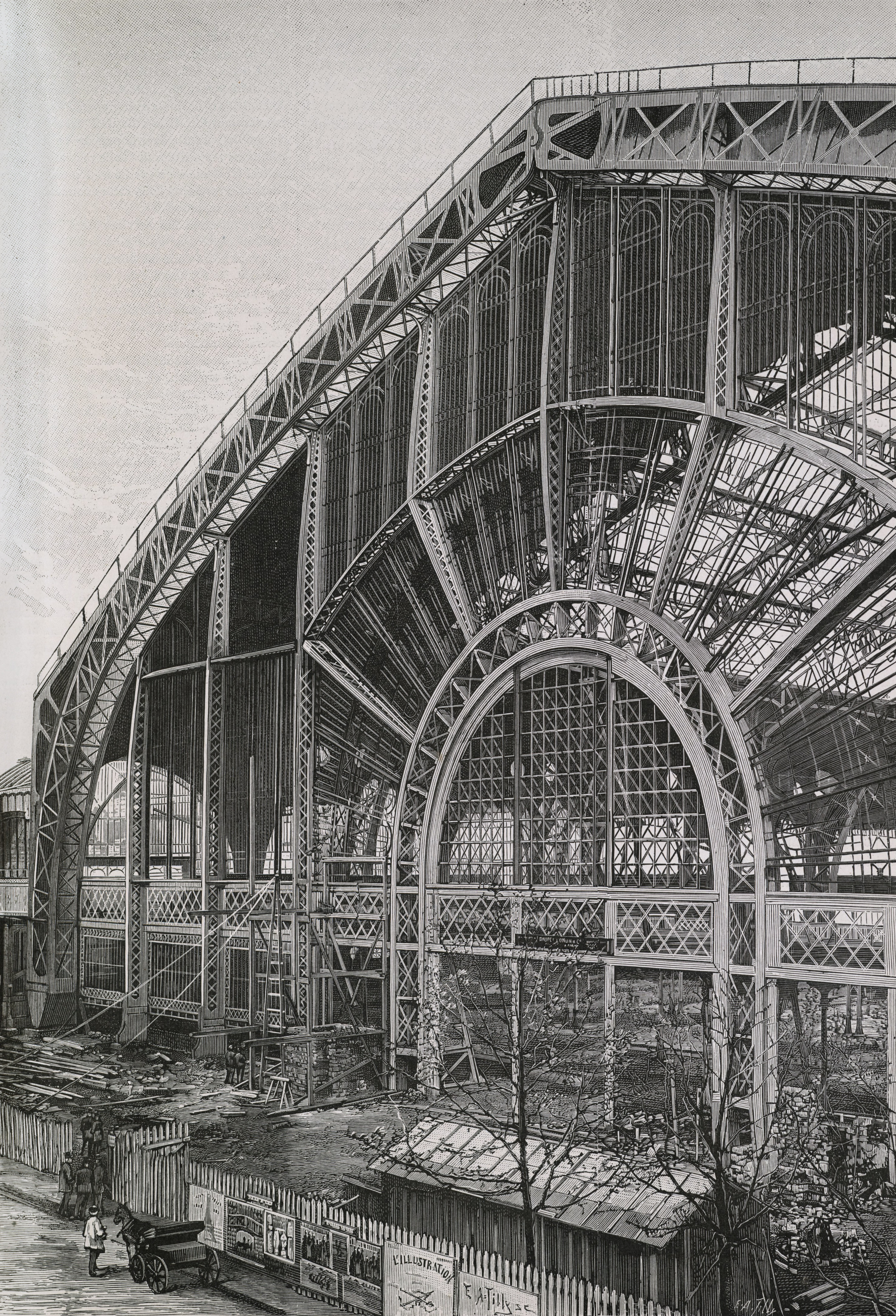
Vista lateral de la Galería de las Máquinas